# Declan Ronan Lang

Bischofswappen von Declan Ronan Lang

 Declan Ronan Lang  (* 15. April 1950 in Cowes, Isle of Wight) ist ein britischer römisch-katholischer Geistlicher und emeritierter Bischof von Clifton.

## Leben
Der Sohn eines Arztes studierte Katholische Theologie in Ware und Geschichte in London. Am 7. Juni 1975 empfing Declan Ronan Lang durch Bischof Derek Worlock in der Kathedrale von Portsmouth das Sakrament der Priesterweihe und arbeitete anschließend vier Jahre lang als Vikar und Schulseelsorger in Portsmouth. 
Von 1979 bis 1983 war er persönlicher Sekretär des Bischofs von Portsmouth. Während dieser Zeit nahm er gleichzeitig Aufgaben in der Jugendkommission der Diözese wahr und betreute mehrere Pilgerreisen in den französischen Wallfahrtsort Lourdes. Ab 1983 koordinierte Lang die Organisation und Entwicklung kirchlicher Erwachsenenbildung im Bistum Portsmouth, 1990 wurde er in die Administration des Bistums berufen und trug die Verantwortung für die Belange der Kathedrale. 1996 wurde er als einer der Generalvikare des Bistums nach Abingdon versetzt. 
Papst Johannes Paul II. ernannte ihn am 27. Februar 2001 zum Bischof von Clifton. Die Bischofsweihe spendete ihm sein Vorgänger Mervyn Alban Alexander am 28. März desselben Jahres in der Kathedrale von Clifton. Mitkonsekratoren waren der Erzbischof von Birmingham, Vincent Nichols, und der Bischof von Portsmouth, Crispian Hollis.
Papst Franziskus nahm am 14. März 2024 seinen vorzeitigen Rücktritt an.